# Llista de batlles de Tarragona
A continuació es mostra la llista d'alcaldes contemporanis de Tarragona (1822-actualitat).

## Llistat

### Trienni Liberal(1820-1823)
| Alcalde                            | Mandat                  | Observacions |
| ---------------------------------- | ----------------------- | ------------ |
| Josep Ignasi d'Alemany i Carbonell | Gener 1822 - abril 1823 |              |

### Regència de la reinaMaria Cristina(1833-1840)
| Alcalde                | Mandat                      | Observacions |
| ---------------------- | --------------------------- | ------------ |
| Carles Mayoral         | Febrer 1836 - novembre 1836 |              |
| Francesc Colom i Costa | Novembre 1836 - agost 1839  |              |
| Jaume Parcet           | Agost 1839 - gener 1841     |              |

### Regència delGeneral Espartero(1840-1843)
| Alcalde                | Mandat                    | Observacions |
| ---------------------- | ------------------------- | ------------ |
| Josep Torres de Ibáñez | Gener 1841 - gener 1842   |              |
| Marià Ballaresca       | Gener 1842 - gener 1843   |              |
| Josep Rosell i Comas   | Gener 1843 - octubre 1843 |              |

### Isabel II d'Espanya(1843-1868)
| Alcalde                                | Mandat                       | Observacions |
| -------------------------------------- | ---------------------------- | ------------ |
| Joaquim Rius Ballestreri               | Octubre 1843 - novembre 1843 |              |
| Francesc Colom i Costa                 | Novembre 1843 - abril 1844   |              |
| Francesc Domingo i Fàbregas            | Abril 1844 - gener 1846      |              |
| Francesc Clavell                       | Gener 1846 - gener 1848      |              |
| Josep Antoni Albiñana i de Borràs      | Gener 1848 - agost 1849      |              |
| Fermí Falces                           | Agost 1849 - març 1851       |              |
| Sebastià Serrahima Saguñolas           | Març 1851 - maig 1851        |              |
| Francesc Clavell                       | Maig 1851 - març 1852        |              |
| Lluís Piqué                            | Març 1852 - gener 1853       |              |
| Josep Maria Bertran i Olivella         | Gener 1853 - gener 1854      |              |
| Joan de Ferrer i Duran                 | Gener 1854 - agost 1854      |              |
| Joaquim Fàbregas i Caputo              | Agost 1854 - octubre 1854    |              |
| Josep Martí de Eixalà                  | Octubre 1854 - novembre 1855 |              |
| Francesc Corbella i París              | Novembre 1855 - juliol 1856  |              |
| Joan Querol i de Cabanyes              | Juliol 1856 - març 1857      |              |
| Pere Oliva i Font                      | Març 1857 - setembre 1857    |              |
| Joan Cabeza i Roig                     | Setembre 1857 - gener 1859   |              |
| Josep Rosell i Comas                   | Gener 1859 - juny 1860       |              |
| Ramon Morera i Valls                   | Juny 1860 - gener 1861       |              |
| Josep Maria Albanès i Suñer            | Gener 1861 - gener 1865      |              |
| Plàcid-Maria de Montoliu i de Sarriera | Gener 1865 - gener 1867      |              |
| Antoni Satorras Vilanova               | Gener 1867 - octubre 1868    |              |

### Sexenni Democràtic
| Alcalde                     | Mandat                       | Observacions |
| --------------------------- | ---------------------------- | ------------ |
| Josep Maria Albanès i Suñer | Octubre 1868 - desembre 1868 |              |
| Josep Besses i Prats        | Desembre 1868 - gener 1869   |              |
| Gavino de la Maza Muñoz     | Gener 1869 - octubre 1869    |              |
| Rafael Cañellas Gallisà     | Octubre 1869 - juliol 1870   |              |
| Pere Pau Rovira             | Juliol 1870 - setembre 1870  |              |
| Lluís Piqué Carballo        | Setembre 1870 - gener 1871   |              |
| Francesc Solé i Salort      | Gener 1871 - febrer 1872     |              |
| Josep Martí de Eixalà       | Febrer 1872 - novembre 1872  |              |
| Francesc Mas Mestre         | Novembre 1872 - febrer 1873  |              |
| Fèlix Donoso Serna          | Febrer 1873 - gener 1874     |              |
| Josep Iglesias Albanès      | Gener 1874 - febrer 1874     |              |
| Gaietà Romeu Ballester      | Febrer 1874 - maig 1874      |              |
| Simó Lloveras Venas         | Maig 1874 - setembre 1874    |              |

### Restauració borbònica-Alfons XII d'Espanya(1875-1885)
| Alcalde                        | Mandat                     | Observacions |
| ------------------------------ | -------------------------- | ------------ |
| Manuel de Orovio Mestre        | Setembre 1874 - gener 1875 |              |
| Josep Batlle i Vidal           | Gener 1875 - febrer 1876   |              |
| Miquel Antoni Gasset i Matheu  | Febrer 1876 - març 1877    |              |
| Josep Salvi Fàbregas i Domingo | Març 1877 - març 1881      |              |
| Antoni Morera i Pullés         | Març 1881 - abril 1881     |              |
| Pere Antoni Torres i Jordi     | Abril 1881 - juny 1881     |              |
| Antoni Torres Jordi            | Juliol 1881- febrer 1884   |              |
| Josep Salvi Fàbregas i Domingo | Febrer 1884 - març 1886    |              |

### Regència deMaria Cristina d'Àustria
| Alcalde                    | Mandat                        | Observacions                               |
| -------------------------- | ----------------------------- | ------------------------------------------ |
| Miquel Coma i Benaiges     | Març 1886 - setembre 1889     | Govern liberal de Sagasta                  |
| Manuel de Orovio Mestre    | Setembre 1889 - setembre 1889 | Govern liberal de Sagasta                  |
| Joan Matheu i Sabater      | Setembre 1889 - juliol 1890   | Govern liberal de Sagasta                  |
| Juli Soler i Salvador      | Juliol 1890 - juliol 1891     | Govern conservador de Silvela - Villaverde |
| Conrad Soler i Salvador    | Juliol 1891 - desembre 1892   | Govern conservador de Silvela - Villaverde |
| Josep Fernández de Córdoba | Desembre 1892 - gener 1894    | Govern liberal de Sagasta                  |
| Avel·lí Morera i Gilabert  | Gener 1894 - abril 1895       | Govern conservador de Cánovas              |
| Josep de Rovira i Ricomà   | Abril 1895 - juliol 1895      | Govern conservador de Cánovas              |
| Manuel de Orovio Mestre    | Juliol 1895 - juliol 1897     | Govern conservador de Cànovas              |
| Joan Miró Rebull           | Juliol 1897 - desembre 1897   | Govern liberal de Sagasta                  |
| Miquel Malé i Clos         | Desembre 1897 - juliol 1899   | Monàrquic,Govern liberal de Sagasta        |
| Francesc Yxart i Moragas   | Juliol 1899 - abril 1901      | Govern de Silvela - Polavieja              |
| Miquel Malé i Clos         | Abril 1901 - gener 1902\|}    | Monàrquic,Govern liberal de Sagasta        |

### Regnat d'Alfons XIII d'Espanya
| Alcalde                     | Mandat                        | Observacions                                                        |
| --------------------------- | ----------------------------- | ------------------------------------------------------------------- |
| Joan Pallarès Bosch         | Gener 1902 - gener 1904       | Federal                                                             |
| Josep Prat i Prats          | Gener 1904 - agost 1905       | Cap local dels conservadors canovistes                              |
| Josep Sabater i Abelló      | Agost 1905 - gener 1906       | Govern del liberal Moret                                            |
| Manuel Tomàs Cuchí Vidiella | Gener 1906 - març 1907        | Govern conservador de Maura                                         |
| Josep Prat i Prats          | Març 1907 - novembre 1909     |                                                                     |
| Robert Guasch i Robusté     | Novembre 1909 - gener 1910    | Membre de la Unió Democràtica Nacionalista, govern liberal de Moret |
| Manuel Valls Vaquer         | Gener 1910 - abril 1910       | Govern del liberal Canalejas                                        |
| Pere Cobos i Roa            | Abril 1910 - gener 1912       | Govern del liberal Canalejas                                        |
| Robert Guasch i Robusté     | Gener 1912 - desembre 1913    | Membre de la Unió Democràtica Nacionalista                          |
| Josep Prat i Prats          | Desembre 1913 - desembre 1915 | Mancomunitat de Catalunya sota la presidència de Prat de la Riba    |
| Robert Guasch i Robusté     | Gener 1916 - juliol 1917      |                                                                     |
| Josep Prat i Prats          | Juliol 1917 - gener 1919      | Govern de Romanones                                                 |
| Manuel de Orovio Romeu      | Gener 1919 - setembre 1920    | Govern conservador de Dato                                          |
| Joaquim Monteverde Ayet     | Setembre 1920- Octubre 1920   |                                                                     |
| Andreu Segura Donato        | Octubre 1920 - gener 1923     | Conservador                                                         |
| Josep Mullerat i Soldevila  | Gener 1923 - octubre 1923     | Liberal                                                             |

### Regnat d'Alfons XIII,Dictadura de Primo de Rivera(1923-1931)
| Alcalde                        | Mandat                       | Observacions                            |
| ------------------------------ | ---------------------------- | --------------------------------------- |
| Ferran de Querol i de Bofarull | Octubre 1923 - novembre 1923 |                                         |
| Gil Soler Palau                | Novembre 1923 - gener 1924   |                                         |
| Antoni Mariné Redón            | Gener 1924 - juliol 1924     |                                         |
| Josep Jové Josa                | Juliol 1924 - febrer 1926    |                                         |
| Andreu Segura Donato           | Febrer 1926 - abril 1929     |                                         |
| Eduard Barado Casellas         | Abril 1929 - febrer 1930     |                                         |
| Celestí Salvadó Gras           | Febrer 1930 - maig 1930      |                                         |
| Joaquim Monteverde Ayet        | Maig 1930 - abril 1931       | Governs del General Berenguer i d'Aznar |

### Segona República Espanyola(1931-1939)
| Alcalde                  | Mandat                     | Observacions                 |
| ------------------------ | -------------------------- | ---------------------------- |
| Pere Lloret i Ordeix     | Abril 1931 - octubre 1934  |                              |
| Atanasi Ramas Gregorio   | Octubre 1934 - juny 1935   | Partit Republicà Radical     |
| Llorenç Cereceda Domingo | Juny 1935 - febrer 1936    | CEDA                         |
| Pere Lloret i Ordeix     | Febrer 1936 - maig 1936    |                              |
| Joaquim Fort i Gibert    | Maig 1936 - gener 1937     | ERC, Guerra Civil espanyola  |
| Ramon Boronat Pontons    | Gener 1937 - novembre 1937 | ERC, Guerra Civil espanyola  |
| Francesc Conde Mallol    | Novembre 1937 - maig 1938  | ERC, Guerra Civil espanyola  |
| Jaume Castelló Pena      | Maig 1938 - gener 1939     | ERC, Guerra Civil espanyola  |
| Eusebi Múgica Jaca       | Gener 1939 - agost 1939    | CEDA, Guerra Civil espanyola |

### Dictadura franquista(1939-1975)
| Alcalde                   | Mandat                        | Observacions                       |
| ------------------------- | ----------------------------- | ---------------------------------- |
| José Macián Pérez         | Agost 1939 - novembre 1943    |                                    |
| Agustí Sandoval Panasachs | Novembre 1943 - desembre 1948 |                                    |
| Joan Hugas Francesch      | Desembre 1948 - febrer 1949   |                                    |
| Enric Olivé Martínez      | Febrer 1949 - desembre 1954   |                                    |
| Joan Ricomà Teixidó       | Desembre 1954 - febrer 1955   |                                    |
| Rafael Sanromà Anguiano   | Febrer 1955 - novembre 1961   |                                    |
| Benigne Dalmau Vilà       | Novembre 1961 - setembre 1965 |                                    |
| Pere Mallafré Gimeno      | Setembre 1965 - octubre 1965  |                                    |
| Agustí Martí Pla          | Octubre 1965 - gener 1968     |                                    |
| Ricard Vilar Guix         | Gener 1968 - febrer 1976      |                                    |
| Esteban Banús Fernández   | Febrer 1976 – abril 1979      | Primer i darrer alcalde franquista |

### Democràcia
| Núm. |  | Alcalde                          | Inici mandat       | Fi de mandat       | Partit polític | Partit polític                       |
| ---- |  | -------------------------------- | ------------------ | ------------------ | -------------- | ------------------------------------ |
|      |  | Josep Maria Recasens i Comes     | 19 d'abril de 1979 | 17 d'agost de 1989 |                | Partit dels Socialistes de Catalunya |
|      |  | Joan Miquel Nadal i Malé         | 17 d'agost de 1989 | 26 de maig de 2007 |                | Convergència i Unió                  |
|      |  | Josep Fèlix Ballesteros Casanova | 16 de juny de 2007 | 15 de juny de 2019 |                | Partit dels Socialistes de Catalunya |
|      |  | Pau Ricomà Vallhonrat            | 15 de juny de 2019 | 17 de juny de 2023 |                | Esquerra Republicana de Catalunya    |
|      |  | Rubén Viñuales i Elías           | 17 de juny de 2023 | en el càrrec       |                | Partit dels Socialistes de Catalunya |